# کیوویت
کیوویت (انگلیسی: Kiewit) شرکت خوشه‌ای آمریکایی است، که در سال ۱۸۸۴ تأسیس شد.